# Le istitutioni harmoniche
Le istitutioni harmoniche je hudební traktát italského skladatele Gioseffo Zarlino, hudebního teoretika a kapelníka od svatého Marka v Benátkách.

## Historie
Toto pojednání o hudební harmonii bylo poprvé vydáno roku 1558 v Benátkách a patří mezi nejvýznamnější hudební učebnice italského cinquecenta. Roku 1573 byla vydána nově přepracovaná verze.
Dílo je napsané v italštině a poprvé se zabývá spojením hudební teorie s provozovací praxí. Je členěno do čtyř částí, po dvou teoretických a dvou praktických. V prvním a druhém díle je zpracováno téma proporcionality a její užití v konsonantních souzvucích. Třetí a čtvrtá část pojednávají teorii hudební skladby a kontrapunktu a nauku o modech. V praktické části pak uvádí Zarlino množství vlastních příkladů.
Jeho zpracování antické legendy o Pythagorovi v kovárně, v němž se odvolává na Boethiovy spisy, odpovídá středověké úrovni vědění, přetrvávající ještě v době hudební renesance. Důkaz o nesprávnosti udávaných Pythagorových fyzikální experimentů v době zveřejnění spisu Le istitutioni harmoniche ještě nebyl k dispozici.